# Robin Anderson
Robin Kimberly Anderson (Long Branch, 12 april 1993) is een tennisspeelster uit de Verenigde Staten van Amerika. Zij speelt rechtshandig met een tweehandige backhand.

## Loopbaan
In 2011 schreef zij het ITF-enkelspeltoernooi van Landisville op haar naam, door Bojana Bobušić te verslaan.
In 2018 kwalificeerde Anderson zich voor het eerst voor een WTA-hoofdtoernooi, op het toernooi van Chicago. Zij stond in 2021 voor het eerst in een WTA-finale, op het toernooi van Midland – zij verloor van landgenote Madison Brengle.
In 2022 had Anderson haar grandslamdebuut op het Australian Open, op basis van een wildcard. In mei won zij haar vierde ITF-enkelspeltitel op het $60k-toernooi van Orlando – daarmee kwam zij binnen op de top 150 van de wereldranglijst.

## Posities op deWTA-ranglijst
Positie per einde seizoen:
| jaar | rang enkelspel | rang dubbelspel |
| ---- | -------------- | --------------- |
| 2011 | 640            | 1229            |
|      |                |                 |
| 2013 | 466            | 325             |
|      |                |                 |
| 2015 | 319            | 440             |
| 2016 | 237            | 302             |
| 2017 | 296            | 503             |
| 2018 | 288            | 432             |
| 2019 | 162            | 191             |
| 2020 | 201            | 187             |
| 2021 | 170            | 193             |

## Palmares
| Legenda                 |
| ----------------------- |
| Grandslamtoernooi       |
| Olympische Spelen       |
| Year-End Championships  |
| Premier Mandatory       |
| Premier Five / WTA 1000 |
| Premier / WTA 500       |
| International / WTA 250 |
| Challenger / WTA 125    |

### WTA-finaleplaatsen enkelspel
| nr.              | finale     | toernooi    | ondergrond    | tegenstandster  | score    |         |
| ---------------- | ---------- | ----------- | ------------- | --------------- | -------- | ------- |
| gewonnen finales |            |             |               |                 |          |         |
| geen             |            |             |               |                 |          |         |
| verloren finales |            |             |               |                 |          |         |
| 1.               | 2021-11-07 | WTA Midland | hardcourt (i) | Madison Brengle | 2-6, 4-6 | details |

## Resultaten grandslamtoernooien
| Legenda | Legenda                          |
| ------- | -------------------------------- |
| g.t.    | geen toernooi gehouden           |
| l.c.    | lagere categorie                 |
| –       | niet deelgenomen                 |
| G       | uitgeschakeld in de groepsfase   |
| 1R      | uitgeschakeld in de eerste ronde |
| 2R      | uitgeschakeld in de tweede ronde |
| 3R      | uitgeschakeld in de derde ronde  |
| 4R      | uitgeschakeld in de vierde ronde |
| KF      | uitgeschakeld in de kwartfinale  |
| HF      | uitgeschakeld in de halve finale |
| F       | de finale verloren               |
| W       | het toernooi gewonnen            |
| w-v     | winst/verlies-balans             |

### Enkelspel
| toernooi        | 2022 |
| --------------- | ---- |
| Australian Open | 1R   |
| Roland Garros   | –    |
| Wimbledon       |      |
| US Open         |      |